# Irkalla
Starodavni mezopotamski podzemni svet se je v sumerskem jeziku najpogosteje imenoval Kur, Irkalla, Kukku, Arali ali Kigal in v akadskem jeziku Erṣetu. Čeprav je imel v obeh jezikih veliko imen, je bil vedno temna, turobna votlina globoko pod zemljo, kjer naj bi ljudje nadaljevali "senčno različico življenja na zemlji". Edina hrana in pijača je bil suh prah. Družinski člani so lahko pokojniku natočili libacije, da so jih pili.  Pokojni niso bili  za svoja dejanja v življenju niti kaznovani niti nagrajeni. Kakovost obstoja osebe v podzemlju je bila odvisna od njegovega ali njenega pokopa.
Vladarica podzemnega sveta je bila boginja Ereškigal, ki je živela v palači Ganzir. Njeno ime je včasih pomenilo tudi sam podzemni svet. Njen mož je bil ali Gugalana – Anujev nadzornik kanalov, in, predvsem v kasnejših pripovedih, bog smrti Nergal.  Po akadskem obdobju (okoli 2334-2154 pr. n. št.) je vlogo vladarja podzemnega sveta včasih prevzel Nergal. Vhod v podzemni svet je zapiralo sedem vrat pod nadzorom vratarja Netija (Sumerija). Ereškigalin sukkal – božanski spremljevalec je bil bog Namtar. Umrli bog Dumuzi je v podzemnem svetu prebival pol leta. Drugo polovico leta je njegovo mesto prevzela njegova sestra, boginja pisanja Geštinana, ki je zapisovala imena pokojnih.  
Podzemni svet je bil tudi prebivališče različnih demonov, vključno z groznim požiralcem otrok Lamaštujem, strašnim demonom vetra in kraljem demonov  Pazuzujem, in galluji, ki so pokojne odvlekli v podzemni svet.

## Imena
Sumerci so za podzemlje uporabljali veliko različnih imen,  med njimi Arali, Irkalla, Kukku, Ekur, Kigal in Ganzir. Vsa imena so bila kasneje izposojena v akadščino. V drugih časih so podzemlje preprosto imenovali z besedami, ki so pomenile "zemlja" ali "tla". Mednje sta spadala sumerska izraza Kur in Ki in akadski erşetu. Kadar so Sumerci besedo Kur uporabljali v zvezi s podzemljem, je običajno pomenila "tla", včasih tudi "gora". Klinopisni znak za Kur je bil ideografsko napisan z znakom 𒆳, piktografom gore. Podzemlje so včasih imenovali tudi "dežela brez vrnitve", "puščava" ali "spodnji svet". V akadščini so razen običajnega imena erṣetu uporabljali tudi druga imena, vključno z ammatu, arali/arallû, bīt ddumuzi (Dumuzijeva hiša), danninu, erṣetu la târi (Zemlja brez povratka), ganzer/kanisurra, štuaštu, irkalla, kiūru, kukkû (tema), kurnugû (Zemlja brez povratka), lammu, mātu šaplītu in qaqqaru.

## Razmere
Vse duše pokojnih so odšle v enako posmrtno življenje. Pokojnikova dejanja v zemeljskem življenju niso vplivala na to, kako se bo z njo ravnalo v prihodnjem svetu. Za razliko od starodavnega egipčanskega posmrtnega življenja za pokojnike ni bilo postopka presoje ali ocenjevanja. Pojavili so se pred boginjo Ereškigal, ki jih je razglasila za mrtve, boginja pisarjev Geštinana pa je zapisala njihova imena.
Za duše v Kuru/Irkalli se je verjelo, da  ne jedo nič drugega kot suh prah. Družinski člani pokojnega so lahko skozi glinasto cev v pokojnikov grob obredno vlivali libacije, ki so jih pokojni spili. Obred je bil morda eden od razlogov imeti čim več potomcev, ki bodo pokojniku še dolgo let nosili pijačo. Tisti, ki niso imeli potomcev, niso imeli kaj piti in jih je stalno mučila žeja. Zanje so verjeli, da preganjajo žive. Mrtvi so bili včasih opisani kot goli, včasih pa oblečeni v perje kot ptiči. 
Kljub temu se domneva, da so bili zakladi  v grobovih premožnih pokojnikov namenjeni obdaritvi Utuja in Anunakov, da bi pokojnik v podzemlju prejemal posebne usluge. V času Tretje urske dinastije (okoli 2112 – okoli 2004 pr. n. št.) je veljalo, da je bilo ravnanje s pokojnikom v posmrtnem življenju odvisno od tega, kako je bil pokopan. S tistimi, ki  so bili slabo pokopani, so v podzemlju slabo ravnali. Tisti, ki niso bili pravilno pokopani, na primer tisti, ki so umrli v požarih in so njihova telesa zgorela,  ali tisti, ki so umrli sami v puščavi, niso prišli v podzemni svet, ampak so preprosto prenehali obstajati. Sumerci so verjeli, da lahko glasba zelo privilegiranim ljudem omili mračne razmere v podzemlju.

## Geografija
Za vhod v Kur so verjeli, da je na skrajnem vzhodu gorovja Zagros. Do vrat vanj so vodile stopnice. Podzemni svet je bil običajno umeščen še globlje kot Abzu, podzemni ocean sladke vode, ki je ležal globoko pod zemljo. V drugih, konfliktnih izročilih, je bil Kur na neki daljni in nedostopni lokaciji, verjetno nekje daleč na zahodu. To alternativno izročilo je imelo verjetno za posledico, da so podzemlje včasih imenovali "puščava", reke, ki so izvirale daleč zahodno od Sumerije, pa "reke podzemlja". Za podzemlje so verjeli, da ima sedem vrat z zapahi, skozi katera je  morala iti duša. Vratar je bil bog Neti. Sukkal ali glasnik boginje Ereškigal je bil bog Namtar. Ereškigalina palača se je imenovala Ganzir.
Ponoči naj bi na poti z zahoda na vzhod skozi podzemlje potoval bog sonca Utu in se pripravljal na sončni vzhod. Eno od sumerskih knjižnih del omenja, da je Utu razsvetlil podzemlje in tam objavljal sodbe, Šamaševa hvalnica 31 (BWL 126) pa navaja, da je bil Utu skupaj z malku, kusu in Anunaki  sodnik mrtvih v podzemnem svetu. Utu je na poti skozi podzemlje šel skozi vrt boga sonca, v katerem so drevesa namesto sadja rodila dragocene dragulje.
Sumerska pesnitev Inana in Utu vsebuje etiološki mit, v katerem Utujeva sestra Inana roti svojega brata Utuja, naj jo odpelje v Kur, da bi lahko okusila sadje s tamkajšnjih dreves. Sadje naj bi ji razkrilo vse skrivnosti spolnosti. Utu ji je ustregel. Inana je okusila sadje in postala dobro seznanjena s spolnostjo. Podoben motiv je v pesnitvi Enki in Ninhursag in kasnejši svetopisemski zgodbi o Adamu in Evi.

## Prebivalci

### Ereškigal in njena družina
Starodavni Mezopotamci so verjeli, da v podzemlju prebivajo  številna božanstva. Kraljica podzemlja je bila boginja Ereškigal, ki je živela  v palači Ganzir. V zgodnejših zgodbah je bil njen mož Gugalana, v poznejših mitih pa bog Nergal. Njen vratar je bil bog Neti, njen sukkal pa bog Namtar. V pesnitvi Inanin spust v podzemlje je Ereškigal opisana kot Inanina starejša sestra
Ime Gugalana pomeni verjetno "Anov nadzornik kanalov" in bi lahko bilo nadomestno ime za Enugija. Erešigalin in Gugalanov sin je bil Ninazu. V Inaninem spustu v podzemlje Inana govori vratarju Netiju, da gre v podzemlje na pogreb "Gugalane, moža starejše sestre Ereškigal".
V akadskem obdobju (okoli 2334 - 2154 pr. n. št.) je bila Ereškigalina vloga vladarja podzemlja dodeljena bogu smrti Nergalu, ki je najpogosteje opisan kot Ereškigalin mož. Povezovali so ga tudi z gozdnimi požari in ga s tem poistovetili z bogom ognja Gibilom, vročicami, kugami in vojno. V mitih povzroča rušenje in pustošenje.
Ereškigalin sin Ninazu je bil oče Ningišzida, ki je bil tesno povezan s podzemnim svetom. V 3. tisočletju pr. n. št. so ga častili predvsem v Ešnuni, kasneje pa so ga zamenjali s huritskim bogom neurja Tišpakom. Boga z imenom Ninazu so častili tudi v Enegiju v južni Sumeriji. Ninazu bi v tem primeru lahko bil tudi lokalni bog z enakim imenom. Njegova božanska žival  je bil mušḫuššu, nekakšen zmaj, ki ga je kasneje dobil Tišpak in za njim Marduk.
Ningišzida je bil bog, ki je običajno živel v podzemnem svetu. Bil je sin Ninazuja, njegovo ime pa etimološko izhaja iz besedne zveze, ki pomeni "gospodar dobrega drevesa". V sumerski pesnitvi Gilgameševa smrt junak Gilgameš umre in v podzemne svetu sreča Ningišzido in Dumuzija. Gudea, kralj sumerske mestne države Lagaš, je imel Ningišzido za svojega osebnega zašitnika. V mitu o Adapi sta Dumuzi in Ningišzida opisana kot čuvaja vrat najvišjih nebes. Ningišzida je bil povezan z ozvezdjem Vodna kača.

### Druga podzemna božanstva
Dumuzi, kasneje znan kot korumpirani Tammuz, je bil starodavni mezopotamski bog pastirjev in prvi  soprog boginje Inane. Njegova sestra je bila boginja Geštinana.  Bil je tudi božanstvo, povezano z rastjo rastlin. Staroveška bližnjevzhodna ljudstva so Dumuzija povezovala s pomladjo, ko je bila zemlja rodovitna in bogata. Za poletne mesece,  ko je bila zemlja suha in neplodna, so mislili, da je Dumuzi "umrl". V mesecu dumuzidu, ki je bil sredi poletja, so ljudje po vsej Sumeriji žalovali zaradi  njegove smrti. O njegovi smrti je po celem Bližnjem vzhodu krožilo ogromno priljubljenih zgodb.
Dumuzijeva sestra Geštinana je bila podeželska boginja kmetijstva, včasih povezana z razlago sanj. V eni od zgodb zaščiti svojega brata, ki so ga demoni galla poskušali odvleči  v podzemlje, tako da ga zaporedoma skrije na štirih različnih mestih. V drugi različici zgodbe Geštinana noče povedati gallom, kje se skriva, tudi potem, ko jo mučijo. Galli ga nazadnje le odpeljejo, potem ko ga je izdal neimenovan "prijatelj". Inana kot vrhovna sodnica je nazadnje odločila, da bo Dumuzi pol leta živel v podzemlju, pol leta pa v nebesih. Med bivanjem v nebesih ga bo v podzemlju nadomeščala sestra Geštinana in služila kot Ereškigalova pisarka.
Lugal-irra in Meslamta-ea sta bila bogova dvojčka, ki so ju častili v vasi Kisiga v severni Babiloniji. Veljala sta za čuvaja vrat v podzemni svet. Prvotno so ju morda imeli za dvojčka, ki sta po vstopu v podzemlje mrtve razsekala na koščke.  V novoasirskem obdobju (911 pr. n. št.  - 609 pr. n. št.) so njune  majhne podobice  zakopavali ob vhodih v hiše, Lugal-irro vedno na levi in Meslamta-eo vedno na desni. Oba so upodabljali pokrita z rogato kapo in sekiro in kijem v roki. Po njima so poimenovali ozvezdje Dvojčka.
Neti je bil vratar podzemnega sveta. V zgodbi o Inaninem spustu v podzemlje vodi Inano skozi sedem vrat podzemlja, Boginja na vsakih vratih sleče eno svoje oblačilo in pride pred Ereškigala gola, se pravi nemočna.
Belet-Seri je bila htonična boginja podzemlja, ki naj bi beležila imena pokojnikov, ko so vstopili v podzemlje.
Enmesara je bil manj pomemben bog podzemnega sveta in oče sedmih ali osmih manjših božanstev. Njegov simbol je bil suššuru (vrsta goloba).  V enem od zaklinjanj se prosilci obračajo na Enmesaro in njegov ženski nasprotek  Ninmešaro kot prvobitni božanstvi in Enkijeva prednika.
Ennugi je bil "nadzornik božjih kanalov". Bil je sin Enlila ali Enmesare, njegova žena pa je bila boginja Nanibgal.  Povezan je bil s podzemljem in pod drugim imenom morda prvi mož bogije Ereškigal.

### Demoni
Starodavni Mezopotamci so verjeli, da v podzemlju domujejo številni demoni,  ki so jih včasih imenovali tudi "potomci aralov". Demoni so lahko včasih zapustili podzemlje in terorizirali smrtnike na zemlji.  Demoni iz prve skupine demonov so bili znani kot galluji. Njihov glavni namen je bil povleči nesrečne smrtnike nazaj na Kur. Galluji se pogosto omenjajo v magičnih besedilih. Nekatera besedila trdijo, da jih je bilo sedem. V več ohranjenih pesnitvah so opisani galluji, ki v podzemlje vlečejo boga Dumuzija. Tako kot drugi demoni so bili tudi galluji lahko dobrohotni. V hvalnici  lagaškemu kralju Gudei (okoli 2144 - 2124 pr. n. št.) je tudi manjši bog z imenom Ig-alima opisan kot "veliki gallu iz Girsuja".  Demoni v mezopotamski verski praksi niso imeli nobenega kulta, saj demoni "ne poznajo hrane, ne poznajo pijače, ne jedo moke in ne pijejo libacije".
Lamaštu je bila demonska boginja z "levjo glavo, oslovimi zobmi, golimi prsmi, poraščenim telesom, omadeževanimi rokami (s krvjo?), dolgimi prsti in nohti ter Anzujevimi nogami". Mezopotamci so verjeli, da se hrani s krvjo človeških dojenčkov, in jo pogosto obtoževali za spontane splave in nenadne smrti dojenčkov. Lamaštu so tradicionalno opredeljevali kot demona, dejstvo, da je lahko sama povzročala zlo brez dovoljenja drugih božanstev, pa močno kaže, da je bila bolj boginja. Mezopotamska ljudstva so se pred njo zaščitila z amuleti in talismani. Verjeli so, da se s svojim čolnom vozi po podzemni reki in jo povezovali z osli.  Verjeli so tudi, da je Anujeva hči.
Pazuzu je bil demonski bog, ki so ga Babilonci in Asirci dobro poznali predvsem v 1. tisočletju pr. n. št. Upodabljali so ga s "precej pasjim obrazom z nenormalno izbočenimi očmi, luskavim telesom, kači podobnim penisom, ptičjimi kremplji  in običajno s krili". Verjeli so, da je sin boga Hanbija. Ponavadi so ga imeli za hudobnega,  včasih pa je bil tudi dobrotljivo bitje, ki je ščitil pred vetrovi, ki so prinašali kugo. Mislili so, da lahko prisili Lamaštuja oditi nazaj v podzemlje. Amulete z njegovo podobo so nameščali v stanovanjih za zaščito dojenčkov pred Lamaštujem, nosečnice pa so pogosto nosile amulete z njegovo glavo.
Ime Šul-pa-e pomeni "mladostni sijaj", bog pa ni bil zamišljen kot mladostni bog. Po enem od izročil je bil soprog Ninhursage, kar je v nasprotju z običajnim pojmovanjem Enkija kot Ninhursaginega soproga. V eni od sumerskih pesnitev Šhul-pa-eju darujejo v podzemlju, v kasnejši mitologiji pa je bil eden od demonov podzemnega sveta.